# Vrijheidsvuur
Het Vrijheidsvuur, in de volksmond 'Paal van Bernhard' geheten, is een herdenkingsmonument in Wageningen ontworpen door Hanshan Roebers ter gelegenheid van de 60-jarige herdenking van de bevrijding op 5 mei 1945. De kolom varieert in hoogte afhankelijk van de hoeveel licht.

## Geschiedenis
Het monument werd ontworpen in 2004.. Vanwege zijn vorm en de plaats waar het monument ter nagedachtenis van Prins Bernhard zou komen te staan, namelijk op het 5 Mei Plein bij Hotel De Wereld, ontstond in 2006 veel commotie met aandacht in de landelijke media.. In 2008 werd na uitvoerig geheim overleg een mogelijke nieuwe locatie bekendgemaakt, namelijk op het terrein van Wageningse Studentenvereniging Ceres op slechts enkele tientallen meters van Hotel De Wereld. In december 2009 wees het college alle nog ingebrachte bezwaren van de hand en werd besloten dat de koperen vuurzuil, die al enkele jaren op de gemeentewerf opgeslagen lag, op de nieuwe locatie zal mogen worden geplaatst.
Het werd op 14 april 2011 geplaatst op in de voortuin van de Wageningse Studentenvereniging Ceres, schuin voor de aula van Wageningen University..
In de nacht van 4 op 5 mei 2011 werd het Vrijheidsvuur voor het eerst ontstoken door voormalig Engelandvaarder en voormalig secretaris van de 51e (Hoogland) Infanteriedivisie, A.Th. de Winter, en jhr. Hoyte de Ranitz, voorzitter van de stichting 18 september Eindhoven.

## Afbeeldingen

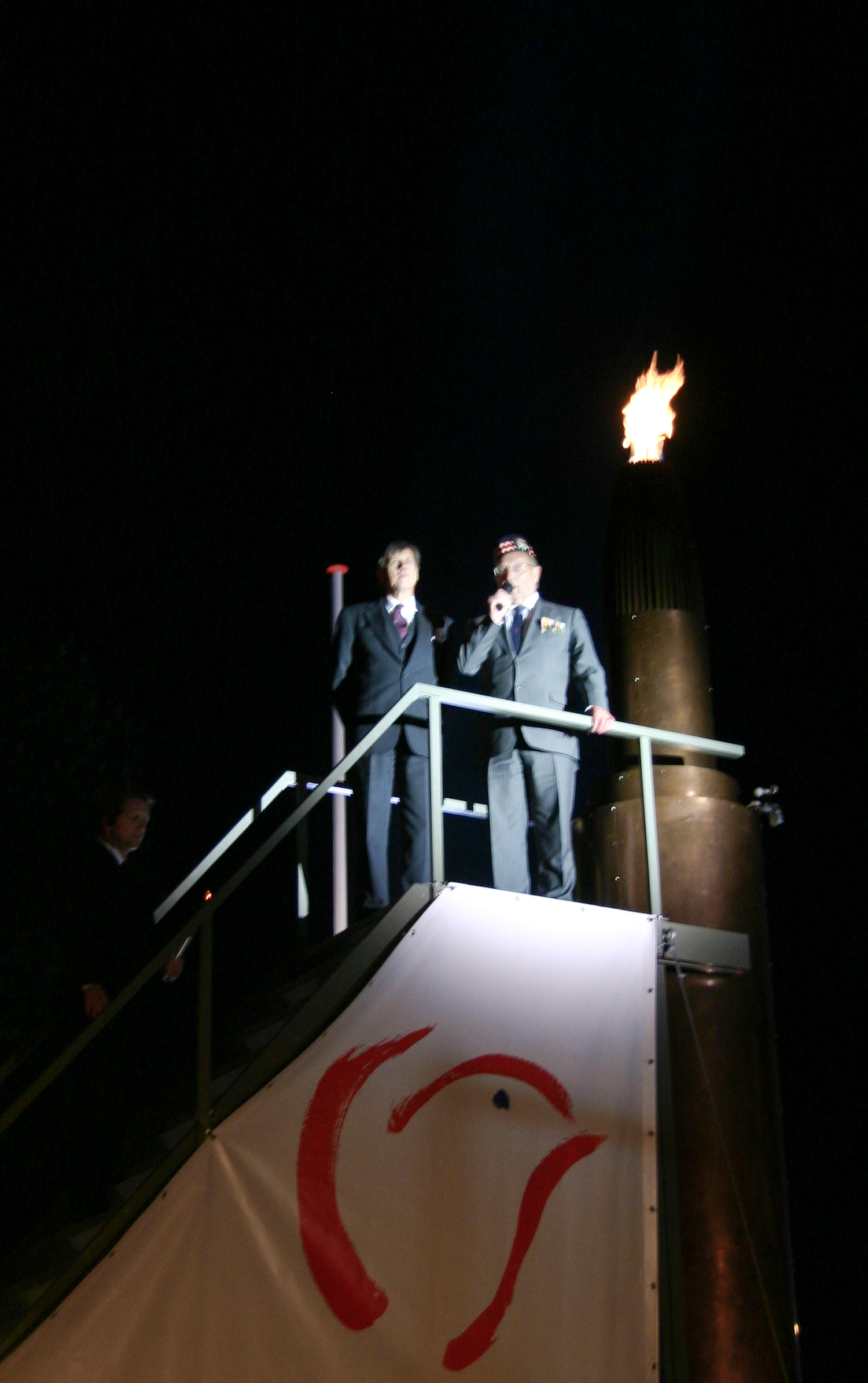
Het Vrijheidsvuur werd in de nacht van 4 op 5 mei 2011 voor het eerst ontstoken.
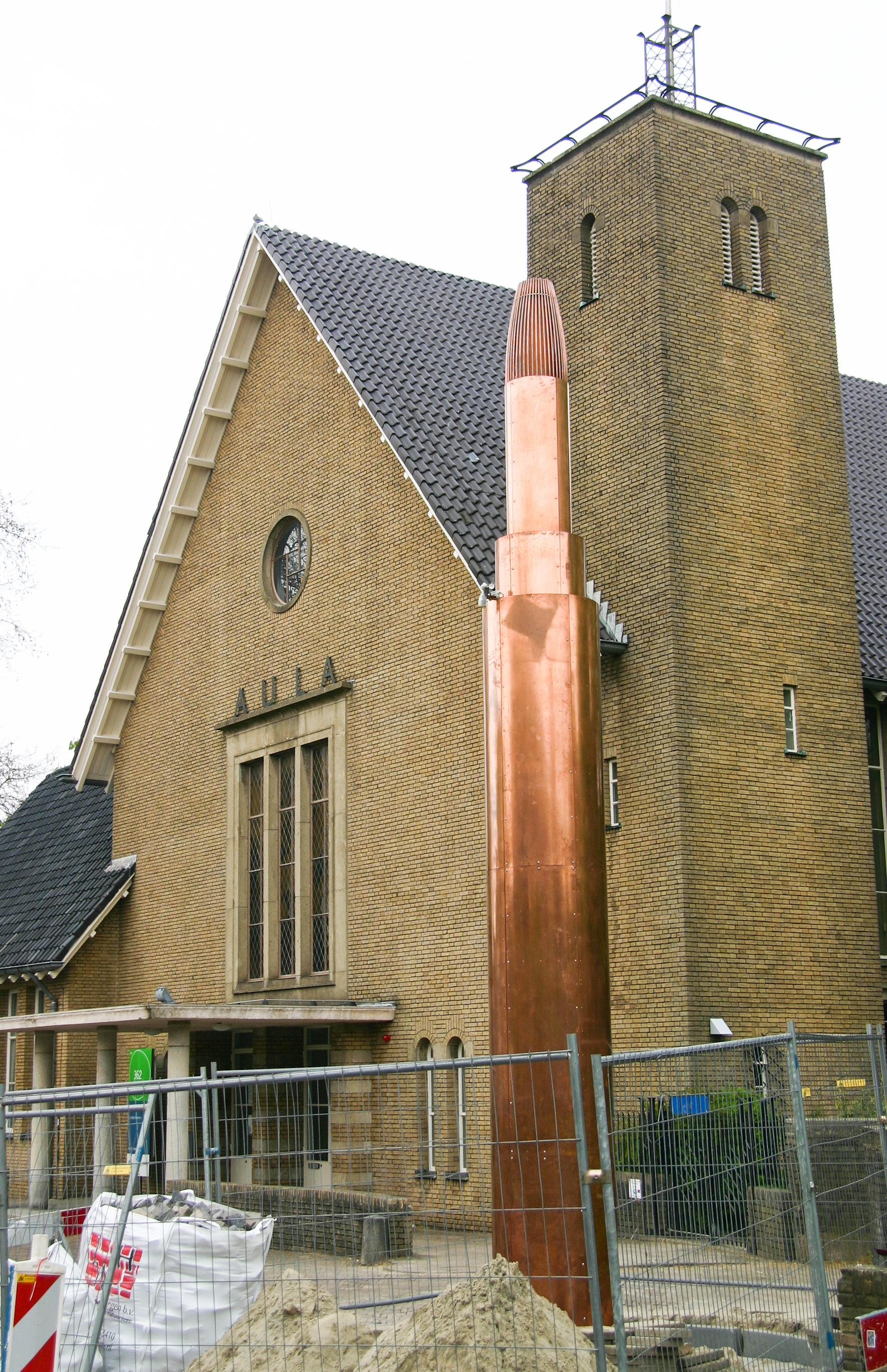
Het Vrijheidsvuur enige dagen na de plaatsing op 14 april 2011.